# Theano (programvara)
Theano var ett Python-bibliotek för numerisk beräkning och djupinlärning. Det tillät användare att effektivt definiera, optimera och utvärdera matematiska uttryck som involverar flerdimensionella arrayer (tensorer), särskilt lämpligt för att bygga och träna neurala nätverk. Theano utvecklades av Montreal Institute for Learning Algorithms (MILA) vid Université de Montréal och var ett av de första biblioteken som populariserade djupinlärning och banade väg för andra populära bibliotek som TensorFlow och PyTorch.

## Historia
Theano-projektet startade 2007 och fick sitt namn efter den grekiska matematikern Theano. Biblioteket fick snabbt spridning inom forskningsgemenskapen för djupinlärning tack vare dess flexibilitet och prestanda. Theano användes i ett flertal betydelsefulla forskningsprojekt inom bland annat datorseende och naturlig språkbehandling.

## Funktioner
- Symbolisk beräkning: Theano tillät användare att definiera matematiska uttryck med symboliska variabler och funktioner, vilket möjliggjorde optimeringar och automatisk differentiering.
- GPU-acceleration: Theano kunde utnyttja grafikprocessorer (GPU:er) för att avsevärt påskynda beräkningar, vilket är avgörande för att träna stora neurala nätverk.
- Automatisk differentiering: Theano kunde automatiskt beräkna gradienter av komplexa uttryck, vilket förenklade processen att implementera gradientbaserade optimeringsalgoritmer.[2]

## Anledningar till att Theano lades ner
- Komplexitet: Theano hade en relativt brant inlärningskurva jämfört med nyare bibliotek som TensorFlow och PyTorch, vilket gjorde det mindre tillgängligt för en bredare publik.
- Uppkomsten av konkurrenter: TensorFlow och PyTorch erbjöd liknande funktionalitet som Theano men med mer användarvänliga API:er och bättre stöd för dynamiska beräkningsgrafer.

## Theanos arv
Även om Theano inte längre är under aktiv utveckling har det haft en betydande inverkan på djupinlärningsfältet. Många av de idéer och innovationer som introducerades i Theano, som symbolisk differentiering och GPU-acceleration, har inspirerat och implementerats i efterföljande bibliotek.